# Baily Lighthouse

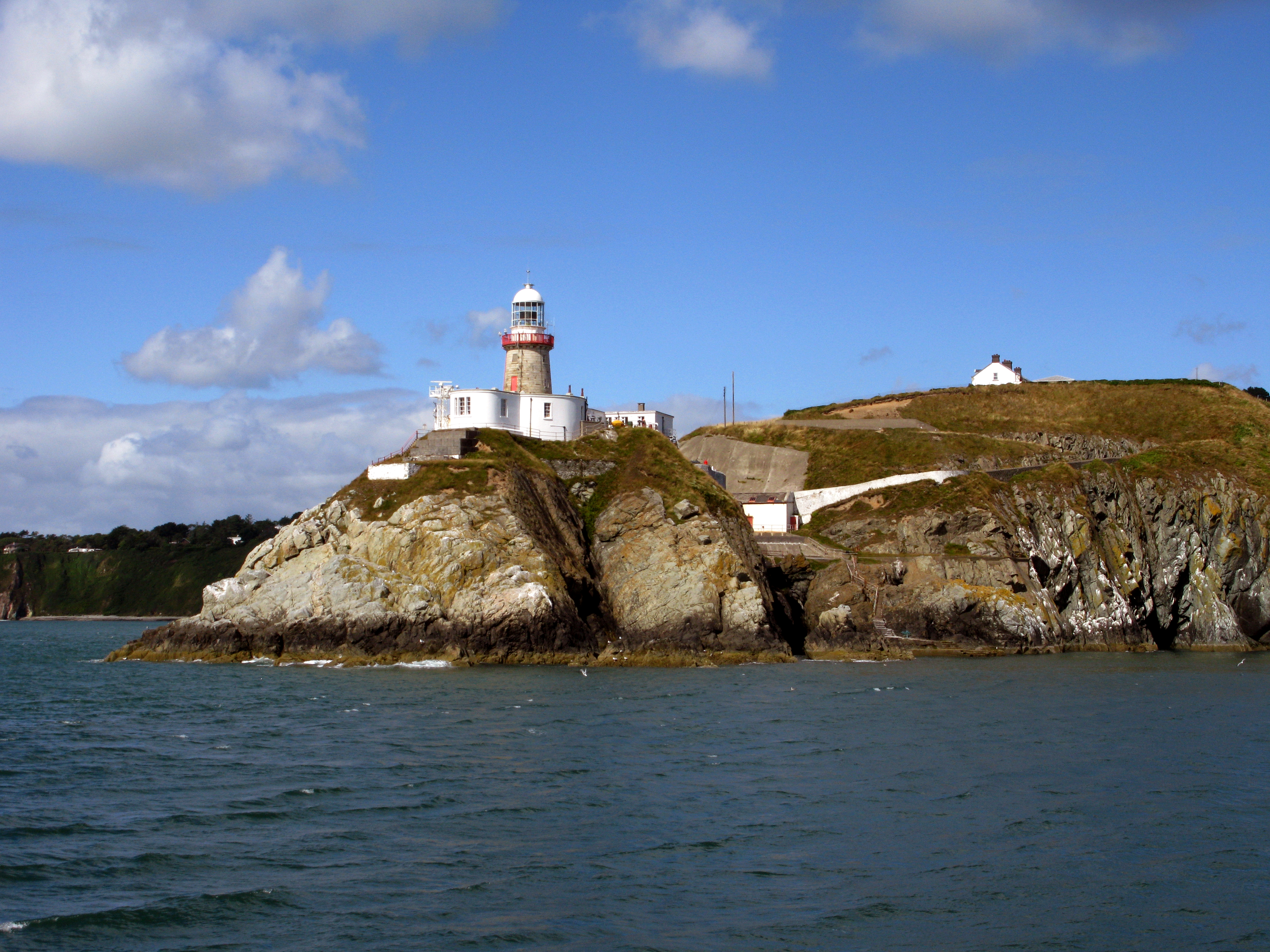
Blick von See

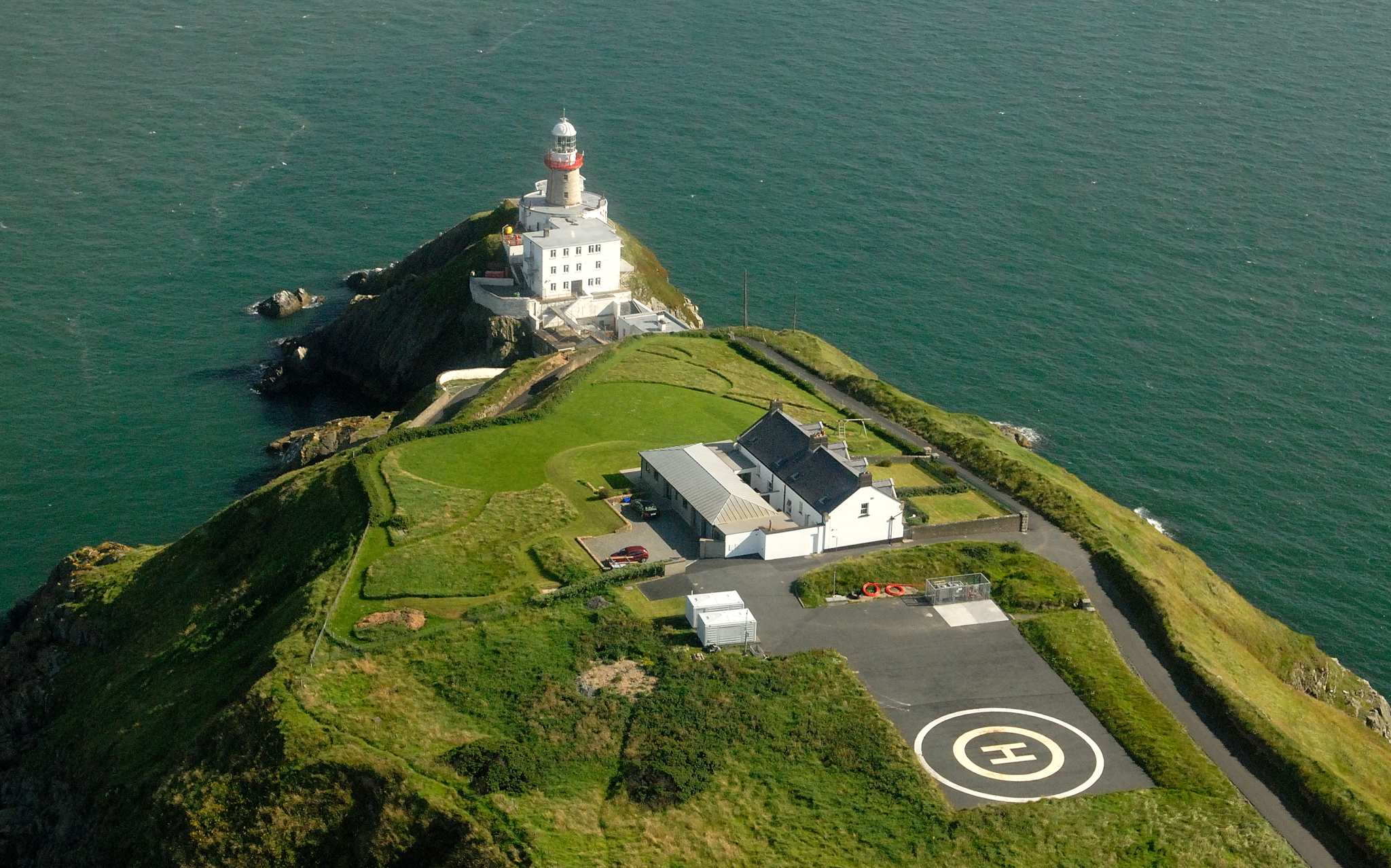
Dem an der Spitze von Howth Head stehenden Leuchtturm ist ein Hubschrauberlandeplatz vorgelagert.

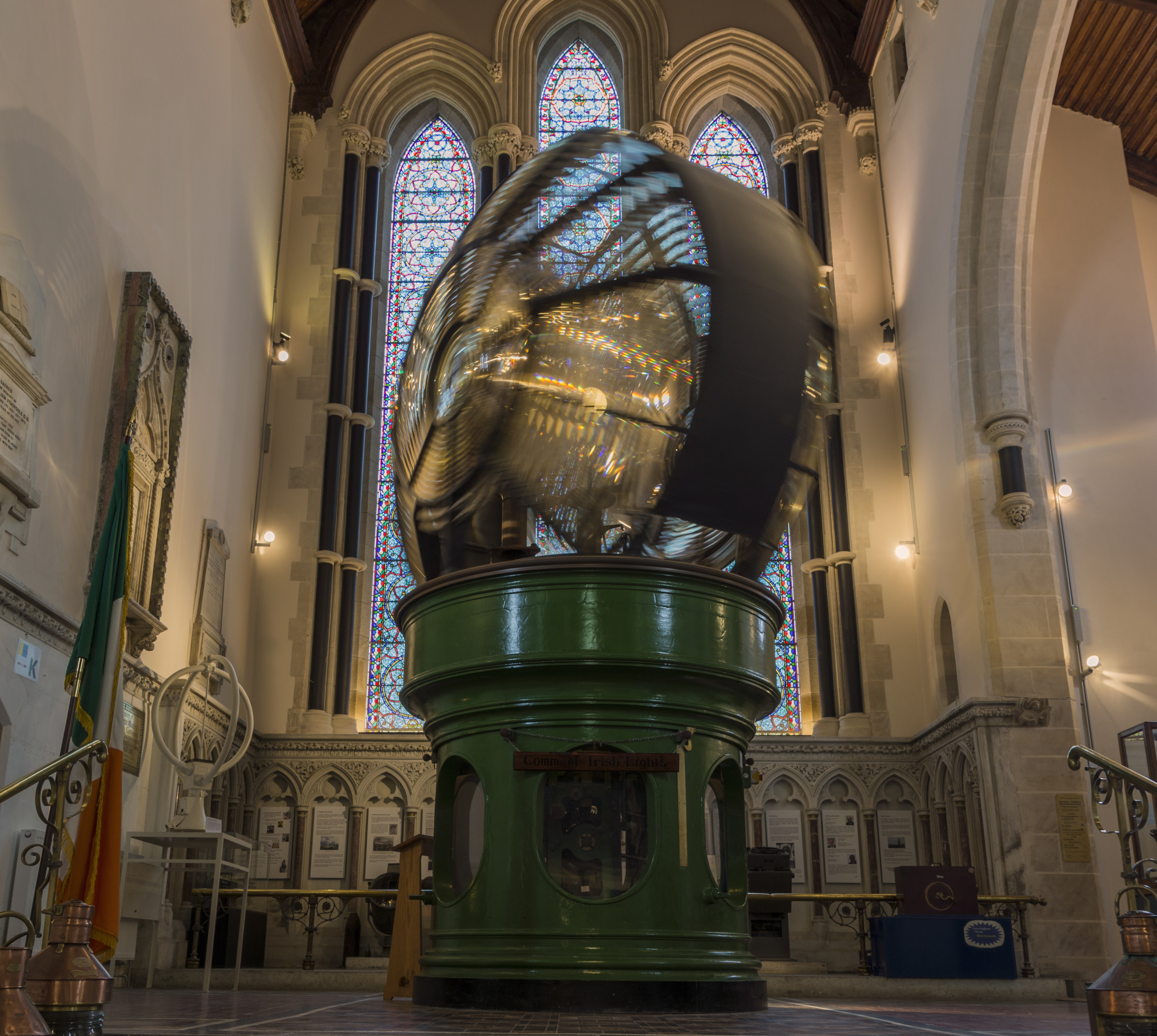
Die ehemalige Linse des Leuchtturms steht nun im Museum

Baily Lighthouse (irisch Teach Solais Dhún Criofainn) ist ein Leuchtturm in Irland. Er steht etwa 15 km östlich der irischen Hauptstadt Dublin auf der Halbinsel Howth Head und markiert das südöstliche Ende der Halbinsel und zugleich die nördliche Begrenzung der Dublin Bay (irisch Cuan Bhaile Átha Cliath, deutsch Bucht von Dublin).
Wie alle Leuchttürme und Schifffahrtszeichen in Irland und Nordirland sowie den vorgelagerten Inseln und angrenzenden Gewässern wird er durch die Behörde Commissioners of Irish Lights (CIL, irisch Coimisinéirí Soilse na hÉireann, deutsch „Beauftragte für irische Leuchtfeuer“) unterhalten.
Das originale Linsensystem des Leuchtturms, das seit 1902 seinen Dienst tat und 1972 bei der Modernisierung entfernt wurde, ist nun im National Maritime Museum of Ireland ausgestellt.